# Senegal na Letnich Igrzyskach Olimpijskich 1988
Senegal na Letnich Igrzyskach Olimpijskich 1988 reprezentowało 23 zawodników (22 mężczyzn i 1 kobieta). Był to 7 start reprezentacji Senegalu na letnich igrzyskach olimpijskich. Zdobyli oni jeden srebrny medal.

## Zdobyte medale
| Medal  | Zawodnik      | Dyscyplina    | Konkurencja                         | Rezultat |
| ------ | ------------- | ------------- | ----------------------------------- | -------- |
| Srebro | Amadou Dia Ba | Lekkoatletyka | bieg na 400 m przez płotki mężczyzn | 47,23    |

## Skład kadry

### Judo
Mężczyźni
- Pierre Sène

waga półlekka do 65 kg – 20. miejsce
- Babacar Dione

waga lekka do 71 kg – 33. miejsce
- Aly Attyé

waga półśrednia do 78 kg – 20. miejsce
- Akilong Diabone

waga średnia do 86 kg – 19. miejsce
- Lansana Coly

waga ciężka +95 kg – 9. miejsce

### Lekkoatletyka
Mężczyźni
- Charles-Louis Seck

bieg na 100 m – odpadł w ćwierćfinale (czas – 10,42)
- Amadou M’Baye

bieg na 100 m – odpadł w ćwierćfinale (10,45)
- Ibrahima Tamba

bieg na 200 m – odpadł w ćwierćfinale (21,93)
- Ousmane Diarra

bieg na 400 m – odpadł w ćwierćfinale (46,23)
- Amadou Dia Ba

bieg na 400 m przez płotki – 2. miejsce (47,23)
- Hamidou M’Baye

bieg na 400 m przez płotki – odpadł w 1. rundzie (50,58)
- Joseph Diaz
Amadou M’Baye
Babacar Pouye
Ibrahima Tamba

sztafeta 4x100 m – DSQ
- Babacar Niang
Ousmane Diarra
Moussa Fall
Amadou Dia Ba

sztafeta 4x400 m – odpadli w półfinale (3:07,19)
Kobiety
- Aïssatou Tandian

bieg na 400 m – odpadła w ćwierćfinale (52,33)

### Pływanie
Mężczyźni
- Bruno N’Diaye

50 m stylem dowolnym – 56. miejsce
100 m stylem grzbietowym – 47. miejsce
200 m stylem zmiennym – 54. miejsce
- Mouhamed Diop

50 m stylem dowolnym – DSQ
100 m stylem dowolnym – 59. miejsce
200 m stylem zmiennym – 52. miejsce

### Zapasy
Mężczyźni
- Oumar N’Gom

82 kg stylem klasycznym – odpadł w 2. rundzie
82 kg stylem wolnym – odpadł w 2. rundzie
- Tapha Guèye

90 kg stylem klasycznym – odpadł w 2. rundzie
90 kg stylem wolnym – odpadł w 2. rundzie
- Ambroise Sarr

100 kg stylem klasycznym – odpadł w 2. rundzie
- Dijby Diouf

74 kg stylem wolnym – odpadł w 2. rundzie